# 영심이의 등장인물 목록
영심이의 등장인물 목록은 다음과 같다.

## 주인공과 가족
오영심

- 최수민
- 영화 배우: 이혜근
- 뮤지컬 배우: 이정미, 김지우

이 작품의 주인공으로, 외모도, 공부 실력도 그저 그런 평범한 중학생이다. 늘 꿈을 가지고 있지만 대부분 뜬구름 잡는 꿈이며, 사춘기 청소년이 대부분 그러하듯 고민을 많이 한다. 친구들과 자주 싸우기도 하고, 자신을 좋아하는 경태에게 자주 심술을 부리기도 하지만 알고 보면 마음 여린 소녀이다. 이 작품은 이런 영심이라는 소녀의 생활을 중심으로 당시 청소년들의 진솔한 삶의 모습을 그려내고 있다.
오순심

- 홍영란
- 영화 배우: 이재은
- 뮤지컬 배우: 박은희

영심이의 여동생으로, 귀엽기는 하나 상당히 얄미운 구석이 있는 어린이이다. 자신에게 언니의 도움이 필요할 때는 '언니'라고 부르지만 다투기라도 하면 '영심아'라고 불러 영심이의 화를 돋운다.
오순창

- 탁원제
- 영화 배우: 박인환

회사원으로, 돈을 그다지 잘 벌어오지 못해서 영심이 엄마와 자주 싸우고는 한다. 체면을 중시하는 성격이며, 영심이가 자신의 뜻에 따라 공부도 잘하고 상도 많이 받아오기를 바라는 아버지이다.
김순애

- 박신영
- 영화 배우: 김을동

커다란 안경을 쓴 뚱뚱한 아주머니이다. 항상 자식들을 위해 노력하며 영심이의 고민을 걱정해주기도 하는 전형적인 어머니의 모습이다.
오일심

- 전기병

영심이의 언니로, 영심이네 4남매 중 인물이 가장 출중하다. 영심이가 좋아하는 연예인 이우상과 결혼한다.
오영준

- 성우: 장광

영심이의 오빠로, 영심이의 4남매 중 유일한 아들이다. 영심이를 꼼짝 못하게 만드는 몇 안 되는 인물이며, 공부는 꽤 하는 편이지만 자신이 원하는 대학에 낙방하는 바람에 재수생이 되었다. 영심이는 가끔 공부하는 오빠를 잘못 건드렸다가 된통 혼난다.

## 친구
왕경태
- 한인숙
- 영화 배우: 전원석
- 뮤지컬 배우: 정상훈, 김용준

영심이를 짝사랑하는, 안경 끼고 주근깨 많은 소년이다. 공부는 그저 그렇지만 잡다한 지식을 많이 알고 있어 박식한 편이다. 영심이를 대단히 좋아해서 영심이에게 치근거리다 종종 가방으로 얻어맞는다. 하지만 속이 깊은 소년이어서 영심이의 심리를 잘 파악하여 영심이의 인격 성장에 많은 도움을 준다. 영심이도 경태가 싫지는 않은 눈치다.
구월숙
- 박은숙
- 영화 배우: 김나운

영심이의 단짝 친구로, 큰 키에 커다란 안경을 쓰고 다닌다. 단짝 친구라고 하지만 사실은 영심이를 놀려 먹는 것이 재미있어서 영심이와 같이 붙어 다닌다고 볼 수 있다. 순진한 영심이를 꼬드겨 꿈에 부풀게 했다가 결국 웃음거리로 만드는 것이 취미이다. 하지만 이러한 월숙이의 장난 때문에 영심이가 더욱 성장해 나가는 것이 사실이다.

## 기타
이우상

- 故 백순철
- 영화 배우: 박남정

아이돌 가수. 영심이를 팬으로 두고 있으며, 영심이의 언니와 결혼하여 영심이의 형부가 된다.
- 故 백순철 성우님이 2011년 3월 1일에 별세.

## 같이 보기
- 영심이